# Oblivion (2013)
Oblivion is een Amerikaanse post-apocalyptische sciencefictionfilm uit 2013. De film werd geregisseerd door Joseph Kosinski die ook meeschreef aan het script en als producent optrad. De hoofdrollen worden gespeeld door Tom Cruise en Olga Kurylenko.
Daarnaast zijn er rollen gespeeld door Morgan Freeman, Melissa Leo en Zoë Bell.

## Synopsis
In Oblivion is de samenleving vernietigd door een oorlog tegen invallende buitenaardse wezens waarbij ook kernwapens gebruikt werden. De overlevenden kunnen hierdoor niet meer op het aardoppervlak leven en hebben hoger in de dampkring een nieuw bestaan opgebouwd. Op grondniveau leven buitenaardse wezens die tegen de ioniserende straling bestand zijn. Jack Harper (Tom Cruise) is een soldaat die op aarde, als onderdeel van een grote operatie om belangrijke grondstoffen te verkrijgen, robots herstelt. Jack kan zich niets herinneren van alles wat er gedurende de oorlog is gebeurd. Zijn geheugen is gewist om te voorkomen dat hij gedachtes krijgt die schadelijk zouden kunnen zijn voor de mensheid. Bijna op het einde van zijn missie redt hij een vrouw uit een neergestort ruimteschip. Deze vreemdelinge blijkt zijn vrouw Julia (Olga Kurylenko) te zijn, waar Jack het bestaan niet van wist.
Uiteindelijk ontdekt Jack, dat hij helemaal niet blijkt te werken voor de mensheid, maar voor een buitenaardse kunstmatige intelligentie, genaamd de Tet. De Tet bevindt zich in het moederschip in de ruimte. De Tet heeft in het verleden de aarde aangevallen en de oorlog gewonnen. Het doel van de Tet is om de energie in de vorm van water van de aarde te oogsten om er zelf van te kunnen bestaan. Ook blijken de wezens op de aarde geen buitenaardsen maar mensen te zijn. Ze worden geleid door een man genaamd Malcolm Beech (Morgan Freeman). Malcolm helpt Jack om inzicht te verkrijgen in alles wat er daadwerkelijk gebeurd is, zodat Jack zich kan loswrikken van wat er in zijn 'opgelegde' geheugen is geplaatst. Uiteindelijk reist Jack af naar het moederschip in de ruimte en blaast de Tet op met een zeer zwaar explosief. Zijn vrouw, zwanger geraakt van zijn kind, laat hij achter op aarde.

## Rolverdeling
| Acteur                | Personage      |
| --------------------- | -------------- |
| Tom Cruise            | Jack Harper    |
| Morgan Freeman        | Malcolm Beech  |
| Olga Kurylenko        | Julia Rusakova |
| Andrea Riseborough    | Victoria Olsen |
| Nikolaj Coster-Waldau | Sergeant Sykes |
| Melissa Leo           | Sally / Tet    |
| Zoë Bell              | Kara           |